# انژودوک
انژودوک (به فرانسوی: Angeduc) یک کمون در فرانسه است که در canton of Barbezieux-Saint-Hilaire واقع شده‌است. انژودوک ۳٫۵۹ کیلومتر مربع مساحت دارد ۷۰ متر بالاتر از سطح دریا واقع شده‌است.